# 埃德納 (加利福尼亞州)
埃德納（英語：Edna）是位於美國加利福尼亞州聖路易斯-奧比斯保縣的一個人口普查指定地區。

## 地理
埃德納的座標為35°12′39″N 120°36′21″W / 35.21083°N 120.60583°W，而該地最高點為海拔高度81米（即266英尺）。

## 人口
根據2010年美國人口普查的數據，埃德納的面積為3.158平方千米，均為陸地。當地共有人口193人，而人口密度為每平方千米61人。